# Mazes
Mazes é um povoação do interior norte de Portugal, faz parte da freguesia de Lazarim, concelho de Lamego, distrito de Viseu. Está situada na antiga região do Alto Douro, estando curiosamente abaixo do Rio Douro, tem como cidades vizinhas de maior expressão a sede de concelho (Lamego) e a cidade do município vizinho de Tarouca.
Tem como destaques as fontes e as aldeias da Anta, Sabugueiro e Castelo.
Tem uma capela com o orago S. Lourenço. Foi até ás décadas de 80/90, uma terra de pastores e tem gente muito simpática.
Com beleza exótica e até duas pontes romanas, Mazes é um óptimo sítio para relaxar e estar em harmonia com a Natureza.